# Discovery-System
Discovery-Systeme sind bibliothekarische Suchsysteme, die auf Suchmaschinentechnologie beruhen. Sie sind Bestandteil des Konzepts der Bibliothek 2.0 und sollen die bisherigen OPAC-Kataloge ergänzen oder gar ersetzen.

## Typische Merkmale
- Großer Suchraum: Mit einer Suche können die Daten aus verschiedenen Datenquellen durchsucht werden (umfassender zentraler Suchmaschinenindex). So kann man z. B. einen Zeitschriftenartikel oder ein Lehrbuch direkt im Discovery-System suchen und muss dafür nicht mehr von einer speziellen Zeitschriftendatenbank zum Bibliothekskatalog wechseln.
- Intuitive Bedienbarkeit, wie von einer Suchmaschine her bekannt. Die Suche erfolgt grundsätzlich nur noch mit einem einfachen Formular, eine erweiterte Suchfunktion wird teilweise nicht mehr bereitgestellt.
- Ranking der Treffer nach Relevanz: Der „beste“ Treffer wird als erster angezeigt, nicht unbedingt der neueste. Ein gutes Ranking ist wichtig, da aufgrund des großen Suchraums oftmals viele Treffer gefunden werden.
- Suchverfeinerung mit Drill-down Menüs (Facetten): Z.B. können aus den gefundenen Treffern alle diejenigen herausgefiltert werden, die online verfügbar sind.
- Korrektur von Eingabefehlern über eine „Meinten Sie …?“-Funktion.
- Autovervollständigen: Nach einer Eingabe in das Suchfeld erscheint eine Drop-down-Liste mit Vorschlägen.
- Exploratives Suchen: Man findet Interessantes, nach dem man gar nicht direkt gesucht hat. So werden zum Beispiel Links zu ähnlichen Treffern, Einträgen in Fachdatenbanken oder Wikipedia-Artikeln angezeigt (Integrierbarkeit von anderen Webtechnologien).

## Technischer Hintergrund
Bibliothekarische Suchsysteme bestehen aus der Nutzeroberfläche (Front-End) und der Datenbasis mit einem durchsuchbaren Datenbankindex im Hintergrund (Back-End). Ein Discovery-System kann eine Kombination aus Frontend und Backend sein (z. B. Primo als Oberfläche mit Primo Central als Index). Mit dem Begriff Discovery-System kann auch nur das Frontend gemeint sein (z. B. VuFind), welches in Kombination mit verschiedenen Indices genutzt werden kann.

## Beispiele

### Discovery-System-Produkte
Kommerzielle Produkte:
- EBSCO Discovery Service
- Primo (ExLibris)
- Summon (Serial Solutions)

Open Source Produkte:
- VuFind (Villanova University Library)
- Lukida (Verbundzentrale des GBV)
- typo3find[1]
- Qcovery[2] (modulare Erweiterung von VuFind)
- finc[3] (modulare Erweiterung von VuFind)
- BOSS[4] (modulare Erweiterung von VuFind)

### Discovery-System-Bibliothekskataloge
| Basissystem              | Bibliothek                  | Discovery-System                  |
| ------------------------ | --------------------------- | --------------------------------- |
| EBSCO Discovery Service  | UB Freiburg                 | Katalog plus                      |
| E-LIB (Eigenentwicklung) | SUUB Bremen                 | E-LIB                             |
| Lukida (GBV)             | UB Magdeburg                | UBfind                            |
| Lukida (GBV)             | UB Rostock                  | Discovery-Service                 |
| Primo (ExLibris)         | UB FU Berlin                | Primo                             |
| Primo (ExLibris)         | UB HU Berlin                | Primus                            |
| Primo (ExLibris)         | Universitätsbibliothek Wien | u:search                          |
| Summon (ProQuest)        | UB Konstanz                 | KonSearch                         |
| TYPO3 (Extension "finc") | SLUB Dresden                | SLUB-Katalog                      |
| VuFind                   | UB Ilmenau                  | Ilmenauer Discovery Tool          |
| VuFind                   | Forschungszentrum Jülich    | Informationsportal JuLib eXtended |
| VuFind                   | SUB Hamburg                 | KatalogPlus, beluga               |
| VuFind                   | UB Braunschweig             | Katalog (beluga)                  |
| VuFind                   | UB Leipzig                  | finc                              |
| VuFind                   | WLB Stuttgart               | Bibliothekskatalog (BOSS)         |